# Polymixis nivea
Polymixis nivea är en fjärilsart som beskrevs av Franz Dannehl 1929. Polymixis nivea ingår i släktet Polymixis och familjen nattflyn. Inga underarter finns listade i Catalogue of Life.